# David Chauner
David Milton Chauner (nascido em 4 de agosto de 1948) é um ex-ciclista olímpico estadunidense. Representou sua nação nos Jogos Olímpicos de Verão de 1968 e 1972.